# جوناثان بالكومب
جوناثان بالكومب (مواليد 28 فبراير 1959) (بالإنجليزية: Jonathan Balcombe)‏ هو إيثولوجي وكاتب إنجليزي. يشغل حاليًا منصب مدير مشاعر الحيوانات (Animal Sentience) في معهد المجتمع الإنساني للعلوم والسياسة، ورئيس قسم الدراسات الحيوانية في جامعة مجتمع الإنسانية في واشنطن. يحاضر دوليا حول سلوك الحيوان والعلاقة بين الإنسان والحيوان. وهو محرر مشارك في مجلة Animal Sentience.

## روابط خارجية
- الموقع الرسمي
- Jonathan Balcombe collected articles and videos
- Jonathan Balcombe's's blog on Psychology Today
- Jonathan Balcombe's's profile on The Humane Society University